# Carol Cady
Carol Therese Cady (ur. 6 czerwca 1962 w Los Alamos) – amerykańska lekkoatletka, która specjalizowała się w pchnięciu kulą i rzucie dyskiem. Zajęła 7. miejsce w pchnięciu kulą na Letnich Igrzyskach Olimpijskich 1984 oraz 11. miejsce w rzucie dyskiem na Letnich Igrzyskach Olimpijskich 1988. W latach 80. Cady była jedną z pierwszych kobiet, które rywalizowały w rzucie młotem. Ustanowiła w tej konkurencji 7 rekordów kraju. Studiowała na Uniwersytecie Stanforda.

## Osiągnięcia
| Rok  | Impreza              | Miejsce     | Konkurencja    | Pozycja           | Wynik |
| ---- | -------------------- | ----------- | -------------- | ----------------- | ----- |
| 1983 | Mistrzostwa świata   | Helsinki    | rzut dyskiem   | el. – 14. miejsce | 57,34 |
| 1984 | Igrzyska olimpijskie | Los Angeles | pchnięcie kulą | 7. miejsce        | 17,23 |
| 1985 | Puchar świata        | Canberra    | rzut dyskiem   | 6. miejsce        | 56,52 |
| 1987 | Mistrzostwa świata   | Rzym        | rzut dyskiem   | el. – 13. miejsce | 58,50 |
| 1988 | Igrzyska olimpijskie | Seul        | rzut dyskiem   | 11. miejsce       | 63,42 |